# Giải bóng đá hạng nhất quốc gia Bắc Síp
KTFF 1. Lig (tiếng Anh: CTFA First League), trước đây là İkinci Lig (đọc là Giải hạng nhì) là giải đấu cao thứ hai của bóng đá Bắc Síp. Giải được điều hành bởi Liên đoàn bóng đá Síp Thổ Nhĩ Kỳ và có 14 đội bóng
Cuối mùa giải, hai đội xếp cao nhất sẽ thăng hạng KTFF Süper Lig, và bốn đội tiếp theo sẽ đá play-off để quyết định đội thứ ba lên hạng. Hai đội cuối bảng xuống chơi ở KTFF 2. Lig, và bốn đội thấp tiếp theo sẽ thi đấu play-off để quyết định đội thứ ba xuống hạng.

## Câu lạc bộ 2009-10
- Alsancak Yeşilova
- Baf Ülkü Yurdu
- Binatlı Yılmaz
- Değirmenlik
- Düzkaya
- Gençler Birliği
- Görneç
- Hamitköy
- Lefke
- Mehmetçik
- Mormenekşe
- Yalova
- Yeni Boğaziçi
- Yenicami

## Lên hạng và xuống hạng
| Mùa giải | Vô địch            | Lên hạng                                          | Xuống hạng                                   |
| -------- | ------------------ | ------------------------------------------------- | -------------------------------------------- |
| 2001-02  | Lapta Türk Birliği | Düzkaya                                           | Göçmenköy, Mehmetçik TÇB, Vadili, Mormenekşe |
| 2002-03  | Mağusa Türk Gücü   | İskele Gençler Birliği                            | Không rõ                                     |
| 2003-04  | Lapta Türk Birliği | Doğan Türk Birliği, Yeni Boğaziçi, Baf Ülkü Yurdu | Không có (Birinci Lig mở rộng thành 14 đội)  |
| 2004-05  |                    |                                                   |                                              |
| 2005-06  | Bostancı Bağcıl    | Gençlik Gücü, Tatlısu Halk Ocağı                  | Alsancak Yeşilova, Dagyolu Çinar, Göçmenköy  |
| 2006-07  | Ozanköy            | Cihangir, İskele Gençler Birliği                  | Yalova, Lefke Türk, Değirmenlik              |
| 2007-08  | Binatlı            | Türkmenköy, Alsancak Yeşilova                     | Serdarlı, Girne Halk Evi                     |
| 2008-09  | Doğan Türk Birliği | Esentepe, Gençlik Gücü                            | Vadili, Çanakkale, Dumlupinar                |